# Ангел Кацаров
Ангел Стоянов Кацаров е български офицер (генерал-лейтенант). След продължителна кариера във военното разузнаване през 1994-2001 година той е негов ръководител.

## Биография
Ангел Кацаров е роден на 20 октомври 1942 година в Пазарджик в семейството на мозайкаджия. От 29 февруари 1956 година е член на Димитровския комунистически младежки съюз, а през 1960 година завършва средното си образование в Пловдив. След това учи във Висшето народно военно училище „Васил Левски“ в Търново, което завършва през 1965 година.
След като завършва военното училище Кацаров става командир на разузнавателен взвод в Деветдесет и шести танков полк в Чирпан, а от 1969 година е началник на разузнаването и помощник-началник щаб в Сто и първи мотострелкови полк в Смолян. През 1971 година е прехвърлен в Двадесет и първа мотострелкова дивизия в Пазарджик, където последователно е помощник-началник на оперативното отделение (1971 – 1973), помощник-началник на разузнавателното отделение (1974) и началник на разузнавателното отделение (1974 – 1976). През 1976 година заминава да учи във Военната академия „Фрунзе“ в Москва, която завършва през октомври 1979 година.
След връщането си в България Ангел Кацаров е назначен в Разузнавателното управление на Командването на Сухопътните войски, където е старши помощник-началник на отдел „Оперативно-тактическо разузнаване“ (1979 – 1981), а след това старши помощник-началник (1981 – 1982) и заместник-началник (1982 – 1984) на отдел „Войсково разузнаване“. След това отново е изпратен в Москва и през 1986 година завършва съветската Генералщабна академия. След връщането си става заместник-началник, а през 1987 година и началник на Разузнавателното управление на Командването на Сухопътните войски.
На 2 август 1991 година Кацаров е назначен за заместник-началник на Разузнавателното управление на Генералния щаб и е повишен в чин генерал-майор. От юли 1992 година е началник-щаб на Сухопътните войски.
През декември 1994 година Ангел Кацаров става началник на Разузнавателното управление на Генералния щаб. Той оглавява военното разузнаване в продължение на почти седем години, като през 2000 година ръководството му е преобразувано и изведено на пряко подчинение на военното министерство като Служба „Военна информация“. През този период той е разследван за конфликт на интереси, заради големи поръчки от военното министерство на застраховки и компютри, тъй като дъщеря му Данета Желева е консултант на доставчика на компютри „Натурела“, а съпругът ѝ Димитър Желев заема ръководни постове в застрахователната компания „Алианц България“. През 2000 година опитът на Кацаров да прикрие връзките на дъщеря си с „Натурела“ предизвикват публичен конфликт с началника на Генералния щаб Михо Михов. Въпреки това той запазва поста си до 19 декември 2001 година, когато е пенсиониран.
След като напуска армията Ангел Кацаров участва в ръководството на няколко предприятия. През февруари 2003 година е избран – едновременно с бившия военен министър Бойко Ноев - за член на Управителния съвет на Индустриален холдинг „България“, в който дъщеря му и зет му са основни акционери.
Ангел Кацаров умира в края на 2008 година.

## Образование
- Висшето народно военно училище (септември 1960 – септември 1965)
- Военна академия „Фрунзе“ (1976 – 1979)
- Военна академия при Генералния щаб на СССР „Климент Ворошилов“ (1984 – 1986)

## Военни звания
- Лейтенант (1965)
- Генерал-майор (2 август 1991)
- Генерал-лейтенант (7 юли 2000)